# Шебалина, Екатерина Александровна
Екатерина Александровна Шебалина (1856—1916) — писательница, сотрудница газеты «Южный край».

## Биография
Екатерина Александровна Ковалева, дочь харьковского городского головы А. Е. Ковалёва, родилась в 1856 году.
Была замужем за земским врачом К. В. Шебалиным. 
Скончалась в Харькове после непродолжительной тяжёлой болезни 25 октября (7 ноября) 1916 года.
Напечатала рассказы: «Агата», «Почти безвыходное положение», «Альмангуль», «Обрученные», «Прошлое», «Лишняя», «В ночь под Новый год», «Алые цветы», «Писанки», «Тяжкий сон», «Сказка». Её драматические произведения: либретто к детской опере-сказке «Репка» (музыка В. И. Сокальского; 1909); комедия для детей в 3-х действиях «Спасем Ниночку»; детская пьеса «Небылицы», водевили «На чужой квартире» и «Живой мрец»; ; драма «Поцелуй Хамелеона», пьеса «Хлор царевич», сценка «Жених» (1915). Её небольшие статьи были опубликованы в периодических изданиях «Театр и искусство», «Вестник теософии», «Южный Край», «Красное солнышко». В её планах было написать для сцены три мистерии: «Ирод», «Волхвы» и «Царь Артабан». Две первые на библейские темы, третья — вымысел автора, как царь Артабан искал Христа 33 года, переходя из страны в страну; издан был (и поставлен на петербургской сцене) только этюд «Ирод» с музыкой А. Шейнина и стихами Великого князя Константина Константиновича. Мистерия «Царь Артабан» была подготовлена к изданию, но не напечатана, возможно, по духовно-цензурным причинам.